# Зуби

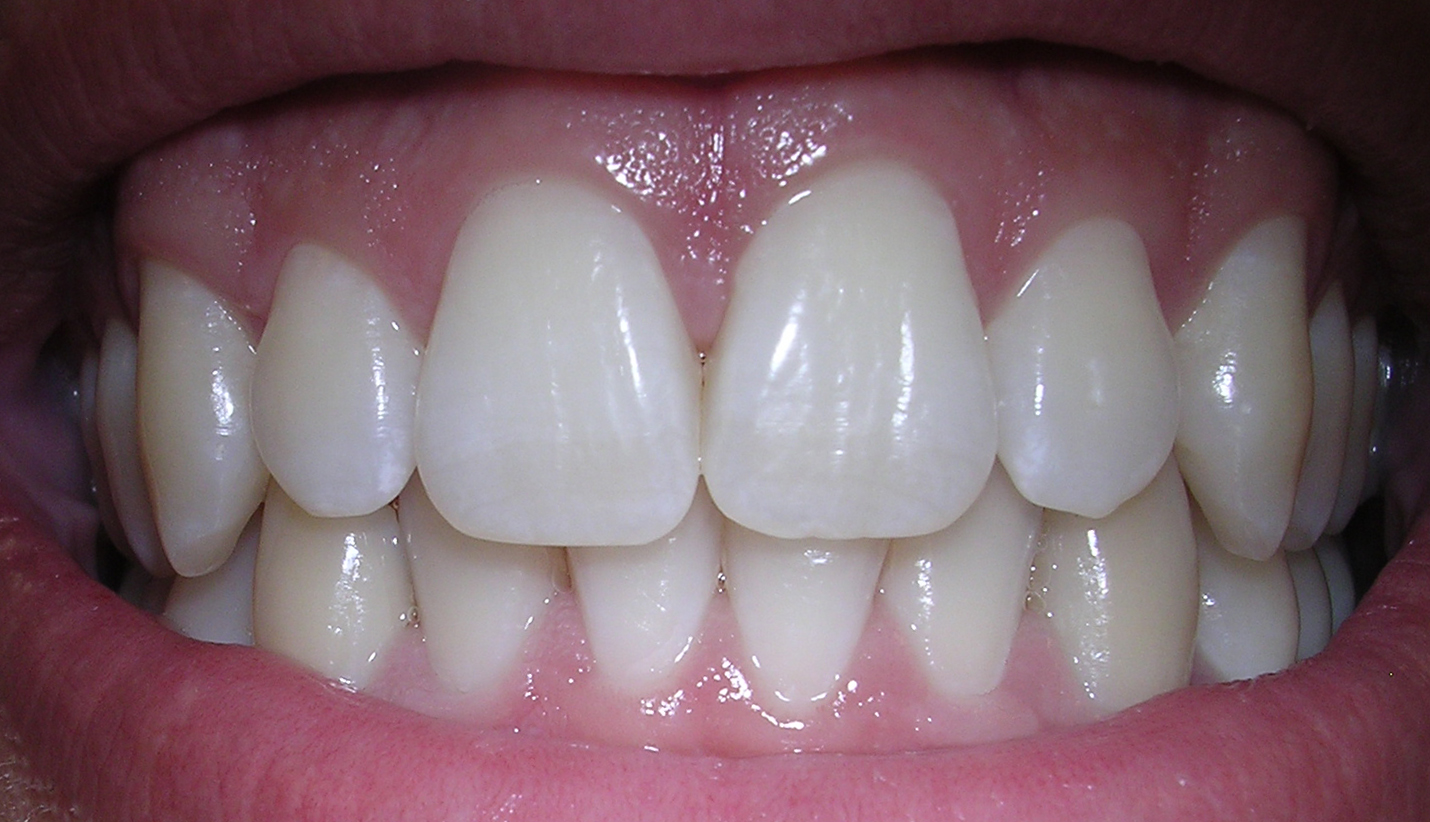
Зуби людини

Побудова і склад людського зуба

Зу́би — кісткоподібний орган у ротовій порожнині хребетних тварин, використовуються для розкушування і пережовування їжі, а також із метою нападу і захисту. Зуб кріпиться до нижньої або верхньої щелепи. Вони розміщені в комірках щелеп і сполучені із ними зв'язками, що є своєрідними амортизаторами при жуванні. У дорослої людини 32 зуби: два різці, одне ікло, два премоляри і три моляри з кожної сторони кожної щелепи. Зуб складається з емалевого покриття (затверділих відкладень кальцію), дентину (товстого кісткоподібного шару) і внутрішньої порожнини, яка містить пульпу, де розташовані нерви і кровоносні судини. Зуби ссавців мають корені, укріплені в кістці щелепи. Шийка зуба розташована в ясні, а покрита емаллю верхня частина — над ним.

## Види зубів
У дорослої людини звично є 32 зуби. У новонародженої зубів нема. Приблизно після шести місяців у дитини з'являються молочні зуби, які поступово випадають і до 10–13 років замінюються на постійні. Останні дві пари — зуби мудрості — у людини виростають зазвичай у 18–25 років.
Різці широкі із загостреним або різальним краєм для відкушування їжі, ікла мають конусоподібну, загострену форму, розривають їжу, малі та великі кутні зуби подрібнюють і перемелюють її. Завдяки подрібненню їжі збільшується поверхня травних ферментів, які полегшують травлення.

## Зубна формула

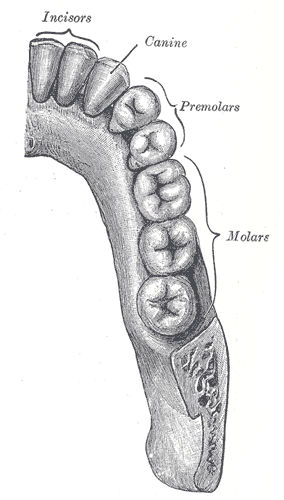
Типи зубів (мандибула примата)

Зубна формула інформує про розташування зубів (молочних або постійних) у роті. Кількість зубів кожного типу записується для однієї сторони рота: для зубів верхньої щелепи в чисельнику, нижньої — в знаменнику. Загальна кількість зубів удвічі більша ніж записана у формулі. Такий запис виправданий, бо є ссавці з різним розташуванням зубів на нижній і верхній щелепах, наприклад для родини зайцевих зубна формула має вигляд: I 2/1, C 0/0, P 3/2, M 3/3.
Розшифрування зубної формули ссавців:
- I (incisors) — різці,
- C (canines) — ікла,
- P (premolares) — премоляри, або передкутні,
- M (molares) — моляри або кутні зуби.

У плацентарних ссавців повна зубна форма (запис одного ряду, наприклад, лівого верхнього) містить: 3I+1C+4pM+3M.
Кутні зуби не мають молочних попередників, інші можуть їх мати. Разом кутні та передкутні називають щічними або заікловими зубами.
Зубна формула людини (для постійних зубів): I 2/2, C 1/1, P 2/2, M 3/3.

## Корінь зуба
Корінь зуба — частина зуба, що заглиблена в альвеолу щелепи. Корені зубів, які занурені в альвеолярні лунки верхньої і нижньої щелеп, укриті періодонтом, який є спеціальною фіброзною сполучною тканиною, що утримує зуби в альвеолах. Основну періодонта складають періодонтальні зв'язки (лігамент), які пов'язують цемент із кістковим матриксом альвеоли. З біохімічної точки зору, основу періодонтальних лігаментів становить колаген типу I з певною кількістю колагену типу III. На відміну від інших зв'язків тіла людини, зв'язковий апарат, що формує періодонта, сильно васкуляризований. Товщина періодонтальних зв'язків, яка у дорослої людини становить приблизно 0,2 мм, зменшується в похилому і старечому віці.